# Sammelgutverkehr
Als Sammelgutverkehr (oder Sammelladungsverkehr) bezeichnet man eine spezielle Form des Gütertransports von Stückgütern. Dabei stammen die Güter von unterschiedlichen Versendern und werden an unterschiedliche Empfänger versendet. Sie werden im Quellgebiet vom Versandspediteur im Vorlauf bei den Versendern abgeholt und für den Hauptlauf zu einer Sammelladung zusammengefasst.
Aus rechtlicher Sicht transportiert der Spediteur dabei im Hauptlauf nur eine Sendung und nicht mehrere. Mitunter transportiert der Spediteur im Sammelgutverkehr auch Sendungen von Beiladern. Am Umschlagslager des Empfangsspediteurs wird die Sammelladung für den Nachlauf wieder in Einzelsendungen aufgebrochen und im Zielgebiet an die jeweiligen Empfänger ausgeliefert.
Nach deutschem Transportrecht wird der Spediteur wie ein Frachtführer behandelt, soweit sich die Güter als Sammelladung in seiner Obhut befinden (§ 460 HGB). Dies gilt insbesondere für die Haftungsregelungen. 